# NGC 5483
NGC 5483 ist eine Balkenspiralgalaxie vom Typ SBc und liegt im Sternbild Zentaur. Sie ist rund 73 Millionen Lichtjahre von der Milchstraße entfernt.
Das Objekt wurde am 15. März 1836 von John Herschel entdeckt.